# Yusuf’s Café Session
Yusuf's Café Session ist das erste Livealbum des Sängers und Songwriters Yusuf.

## Geschichte
Das erste Livealbum (nur als DVD) von Yusuf erschien im November 2007 und wurde im Rahmen von Promotionzwecken im April 2007 für das Album An Other Cup für die BBC aufgenommen. Es handelt sich hier um das erste vollständige Konzert seit dem 22. November 1979 („Year of the Child“-Unicef-Konzert). Bei der Auswahl der fünfzehn Titel wurden sechs Stücke aus seiner Karriere unter dem Künstlernamen Cat Stevens und sechs Titel von seinem aktuellen Studioalbum ausgewählt. The Little Ones stammt aus der Schaffensperiode als Yusuf Islam, weiterhin enthält der Liveset noch zwei von Yusuf (Islam) / Cat Stevens unveröffentlichte Stücke (Wind East & West und How Long / Peace Train Blues).
Auf Seite 10 des sechzehnseitigen DVD-Begleitheftes steht folgender Satz, der zur religiösen Toleranz und zu einem friedlichen Leben aufruft: „I don’t think that God sent us prophets and books to fight about these books and these prophets. But they were telling us, actually, how to live together. If we ignore those teachings… whichever faith you belong, you profess, then I think we’ll be finding ourselves in an even deeper mess,“ deutsch etwa: „Ich glaube nicht, dass Gott uns Propheten und Bücher gesandt hat, um über diese Bücher und Propheten zu streiten. Vielmehr sagten sie uns, wie wir zusammenzuleben hätten. Wenn wir diese Lehren missachten – zu welcher Religion wir auch immer gehören – dann glaube ich, dass wir uns in einer noch tieferen Krise wiederfinden werden“.

## Titelliste
Alle Songs (außer anders erwähnt) wurden von Yusuf / Yusuf Islam / Cat Stevens geschrieben oder arrangiert.
1. Wind East & West
2. The Wind
3. Midday (Avoid City After Dark)
4. Don’t Be Shy
5. Maybe There’s a World
6. In the End
7. Where Do the Children Play
8. The Little Ones
9. Don't Let Me Be Misunderstood (Benjamin, Marcus, Caldwell)
10. Heaven / Where True Love Goes
11. How Long / Peace Train Blues (Leroy Carr, Yusuf Islam)
12. The Beloved
13. Father & Son
14. Wild World (Zulu version)
15. Peace Train

Bonustitel:
1. Storytime: A Few Good Songs (BBC-Produktion)
2. Short Film One More Cup
3. Video Heaven / There True Love Goes
4. Video Midday (Avoid City After Dark)
5. Settee Version Peace Train
6. Settee Version Midday (Avoid City After Dark)